# Alkaios (Tiryns)
Alkaios (altgriechisch Ἀλκαῖος Alkaíos) ist in der griechischen Mythologie der Sohn des Perseus und der Andromeda und in Nachfolge seines Vaters König von Tiryns.
Alkaios heiratete je nach Überlieferung Astydameia, die Tochter des Pelops, oder Laonome, die Tochter des Guneus, oder Hipponome, die Tochter des Menoikeus. Mit seiner Ehefrau zeugte er Amphitryon und Anaxo.
Mit Hinweis auf Alkaios als dessen Großvater wird Herakles gelegentlich in der lateinischen Literatur Alcides (der Alkide) genannt.